# Myotis ozensis
Myotis ozensis (Myotis ozensis  Imaizumi, 1954) è un pipistrello della famiglia dei vespertilionidi endemico del Giappone.

## Descrizione

### Dimensioni
Pipistrello di piccole dimensioni, con la lunghezza della testa e del corpo tra 43 e 46,5 mm, la lunghezza dell'avambraccio tra 33,55 e 33,60 mm, la lunghezza della coda tra 30 e 33 mm, la lunghezza del piede tra 7 e 7,7 mm, circa il 51,6% della tibia e la lunghezza delle orecchie tra 11,5 e 12 mm.

### Aspetto
La pelliccia è soffice e arruffata. Le parti dorsali sono marroni scure, con dei riflessi giallo-brunastri, mentre le parti ventrali sono più chiare e giallastre. Le orecchie sono bruno-nerastre, relativamente corte e arrotondate. Il trago è lungo circa la metà del padiglione auricolare ed è lanceolato. Le membrane alari sono bruno-nerastre, semitrasparenti e attaccate posteriormente alla base dell'alluce. I piedi sono lunghi circa la metà della tibia. Il calcar è sottile e privo di carenatura. Il cranio è sottile e delicato. Il secondo premolare superiore è mancante, mentre il terzo inferiore è disposto internamente alla linea alveolare.

## Biologia

### Comportamento
Si rifugia nelle cavità degli alberi.

### Alimentazione
Si nutre di insetti.

## Distribuzione e habitat
Questa specie è endemico del distretto di Chubu, nella parte centrale dell'isola di Honshū, Giappone.
Vive nelle foreste montane.

## Conservazione
Questa specie è considerata dalla IUCN un sinonimo di Myotis ikonnikovi.